# Drenovac (Pristina)
Pour les articles homonymes, voir Drenovac.
Drenoc en albanais et Drenovac en serbe latin (en serbe cyrillique : Дреновац) est une localité du Kosovo située dans la commune/municipalité de Pristina, district de Pristina (Kosovo) ou district de Kosovo (Serbie). Selon le recensement kosovar de 2011, elle compte 590 habitants, tous albanais.

## Démographie

### Évolution historique de la population dans la localité
| 1948 | 1953 | 1961 | 1971 | 1981 | 1991 | 2011 |
| ---- | ---- | ---- | ---- | ---- | ---- | ---- |
| 250  | 289  | 307  | 371  | 480  | 513  | 590  |

|  |